# オビ＝ワン・ケノービ (テレビドラマ)
『オビ＝ワン・ケノービ』（原題：Obi-Wan Kenobi）は、ストリーミングサービスであるDisney+のために制作された、アメリカ合衆国のテレビミニシリーズで、スター・ウォーズにおける同名キャラクターを主人公としている。シリーズ6作目/エピソード3の『シスの復讐』（2005年）から10年後を舞台に、ジョビー・ハロルドが脚本を担当し、デボラ・チョウが監督を務める。
ユアン・マクレガーが製作総指揮と主演を務め、『スター・ウォーズ』新三部作に引き続きタイトルロールのオビ＝ワン・ケノービを演じる。ヘイデン・クリステンセン、ジョエル・エドガートン、ボニー・ピエスも新三部作で演じた役を再び演じる。このプロジェクトは、ホセイン・アミニが脚本を執筆し、スティーブン・ダルドリーが監督を務めるスピンオフ映画の企画としてスタートしたが、『ハン・ソロ/スター・ウォーズ・ストーリー』（2018年）の興行的失敗を受けて、ホセインがリミテッドシリーズとして作り直したものである。2019年8月にユアンの主演が決定し、その1カ月後にデボラが監督に起用された。2020年7月に製作開始予定だったが、ルーカスフィルムがシリーズの脚本に不満を持っていたため、2020年1月にシリーズは無期限保留となった。2020年4月にシリーズの脚本を手直しするためにジョビーが起用され、2021年3月に追加キャスティングが発表された。撮影は2021年5月までにロサンゼルスで、ステージクラフト・ビデオ・ウォール技術を使用して始まり、同年9月までに終了した。
『オビ＝ワン・ケノービ』は2022年5月27日に配信され、全6話で構成されている。

## 概要
本シリーズは、『スター・ウォーズ エピソード3/シスの復讐』（2005年）から10年後、タトゥイーンでルーク・スカイウォーカーを見守るオビ＝ワン・ケノービから始まり、主人公を「騒々しい冒険」へといざなうものである。かつて新三部作でオビ＝ワンの若い頃を演じたユアンは、旧三部作においてアレック・ギネスが演じたオビ＝ワンと同時代のオビ＝ワンを演じることに興奮したようだった。

## 登場人物とキャスト
※括弧内は日本語吹き替え

### メイン
オビ＝ワン・ケノービ
演 - ユアン・マクレガー（森川智之）
オーダー66による粛清を逃れた後に、惑星タトゥイーンに「ベン」として隠れ住み、ルーク・スカイウォーカーを陰ながら見守っているジェダイ・マスター。

### リカーリング
大尋問官
演 - ルパート・フレンド（咲野俊介）
帝国で最高位の尋問官。元ジェダイ。
フィフス・ブラザー
演 - サン・カン（木内秀信）
尋問官の一人。
リーヴァ・セヴァンダー / サード・シスター
演 - モーゼス・イングラム（村中知）
尋問官の一人。元ジェダイ・イニシエイト。オビ＝ワン逮捕に執念を燃やす。オーダー66中に仲間を殺された恨みから、密かにダース・ベイダーへの復讐を謀る。
レイア・オーガナ
演 - ヴィヴィアン・ライラ・ブレア（岡田日花里）
ルークの双子の片割れ。オルデランで王女として育てられる。
ハジャ・エストリー
演 - クメイル・ナンジアニ（杉田智和）
惑星ダイユ―でジェダイを装う詐欺師。
アナキン・スカイウォーカー / ダース・ベイダー
演 - ヘイデン・クリステンセン（浪川大輔）、ジェームズ・アール・ジョーンズ（楠大典）
オビ＝ワンの元ジェダイ・パダワンでありパートナーだが、フォースの暗黒面に堕ちてシス卿となった。
ターラ
演 - インディラ・ヴァルマ（坂井恭子）
鉱山星マプーゾでオビ＝ワンとレイアの逃亡を助けるネットワーク"パス"のメンバー。任務に幻滅した帝国軍士官。
ローケン
演 - オシェア・ジャクソン・Jr（坂詰貴之）
惑星ジャビームでオビ＝ワンがレイアを救出するのを助けるネットワーク"パス"のメンバー。

### ゲスト
ナリ
演 - ベニー・サフディ（加藤将之）
タトゥイーンに隠れ住むジェダイ。
オーウェン・ラーズ
演 - ジョエル・エドガートン（筒井巧）
タトゥイーンの水利農家で、ルーク・スカイウォーカーの叔父。
ベルー・ラーズ
演 - ボニー・ピエス（勝生真沙子）
オーウェンの妻で、ルーク・スカイウォーカーの叔母。
ブレア・オーガナ
演 - シモーヌ・ケッセル（岡田恵）
オルデランの女王。ベイル・オーガナの妻。レイアの養母。
ヴェクト・ノクル
演 - フリー（勝杏里）
レイアを誘拐する賞金稼ぎ。
ベイル・オーガナ
演 - ジミー・スミッツ（てらそままさき）
オルデランの元老院議員。ブレアの夫。レイアの養父。
ニーシェ・ホーン
演 - マリーセ・アルヴァレス（御沓優子）
息子を連れてダイユ―からコレリアに行こうとする避難民。
フォース・シスター
演 - リヤ・キールステッド（丸山ナオミ）
尋問官。
フレック
演 - ザック・ブラフ（伊原正明）
鉱山星マプーゾでオビ＝ワンを乗せるトラック運転手。
サリー
演 - マヤ・アースキン（東内マリ子）
オビ＝ワンとレイアの逃亡を助けるネットワーク"パス"のメンバー。
パルパティーン皇帝/ダース・シディアス
演 - イアン・マクダーミド（稲垣隆史→青森伸）
シスの暗黒卿にしてダース・ベイダ―のマスター
退役クローン・トルーパー
演 - テムエラ・モリソン（金田明夫）
ダイユ―でオビ＝ワンが見かける退役兵士（カメオ）。
クワイ＝ガン・ジン
演 - リーアム・ニーソン（津嘉山正種）
オビ＝ワンのマスター。

## あらすじ
オーダー66の10年後、帝国の審問官はジェダイを狩り、ほとんどは殺されている。オビ＝ワン・ケノービはタトゥイーンで隠れ住み、ルーク・スカイウォーカーの成長を見守るがフォースは弱まっている。野心的な審問官のサード・シスター（リーヴァ）はオビ＝ワンをおびき寄せるため、オルデランでベイル・オーガナとブレア・オーガナに育てられるレイアを密かに誘拐させる。ベイルに救出を依頼されたオビ＝ワンはダイユ―に行ってレイアを救出し、帝国からジェダイら反抗する人々を脱出させる"パス"ネットワークの助けで脱出しようとするも、レイアはリーヴァに捕らえられ、オビ＝ワンは死んだと思っていたダース・ベイダー(アナキン・スカイウォーカー)と対決して負傷する。"パス"の一員のターラとともに審問官の要塞からレイアを救出する。リーヴァは取り付けた発信器でジャビームにある"パス"の施設にレイアとオビ＝ワンがいることを知り、ベイダーとともに襲撃する。レイアとオビ＝ワンを含む"パス"のメンバーは犠牲を出しながらも脱出する。かつてジェダイ・イニシエイトの仲間を殺された復讐を遂げるためにベイダーの歓心を買ってきたリーヴァはベイダーを襲うも敗れる。オビ＝ワンは他の"パス"のメンバーを救うために、単身でベイダーと対決する。次第にフォースを取り戻して圧倒するも、止めを刺さずに去る。リーヴァはタトウィーンでルークを殺し、再びベイダーの信頼を得ようとするも思いとどまりルークを義父母に返す。オビ＝ワンは今後はルークに近づかず、普通に成長させることに決める。

## エピソード
| 通算 話数 | タイトル  | 監督           | 脚本                                 | 公開日        |
| --- | --------- | -------------- | ------------------------------------ | ------------- |
| 1 | "パート1" | デボラ・チョウ | Joby Harold                          | 2022年5月27日 |
| オーダー66の10年後、ジェダイのほとんどは殺されている。元ジェダイ・マスターのオビ＝ワン・ケノービはタトゥイーンで「ベン」を名乗り隠れ住み、ルーク・スカイウォーカーの成長を見守る。大審問官とフィフス・ブラザーとサード・シスター（リーヴァ）がタトゥイーンでジェダイを狩る。追われたジェダイのナリはオビ＝ワンに助けを求めるが拒否され、やがて見つかり処刑される。サード・シスターはオビ＝ワンをあぶりだすため、オルデランからレイアを誘拐させる。レイアの養父母のベイルとブレアはレイアを救い出すようオビ＝ワンに請うが断られる。後にベイルが直接タトゥイーンを訪ね、オビ＝ワンは頼みを引き受ける。 |           |                |                                      |               |
| 2 | "パート2" | デボラ・チョウ | Joby Harold                          | 2022年5月27日 |
| ケノービは信号を追うがダイユ―星で信号が途絶える。ジェダイを装う詐欺師のハジャに会い、裏社会の拠点を教えさせる。誘拐犯を見つけて倒し、レイアを救い出す。大審問官らはオビ＝ワンがダイユ―に来たことを知って街を封鎖する。勝手にレイアの誘拐をさせたことでリーヴァ（サード・シスター）は大審問官に叱責される。リーヴァは大審問官に背いて賞金稼ぎにケノービを追わせる。追手が自分ではなくオビ＝ワンを目標にしていると知り、レイアはオビ＝ワンへの信頼を失うが、オビ＝ワンにフォースで救われて信頼を置く。ハジャは二人を全自動で無人の貨物港に向かわせ、助けの得られる座標を渡す。リーヴァはオビ＝ワンを追って貨物港に来て、死んだと思っていたアナキン・スカイウォーカーが生きていると教える。大審問官も貨物港に来てオビ＝ワンを逮捕しようとするが、手柄を独り占めにしたいリーヴァは彼をライトセーバーで貫く。その隙にオビ＝ワンとレイアの乗る貨物船は離陸する。宇宙のどこかで、ベイダーは再生槽で目覚める。 |           |                |                                      |               |
| 3 | "パート3" | デボラ・チョウ | Joby Harold                          | 2022年6月1日  |
| リーヴァはオビ＝ワンが大審問官を殺したと虚偽の報告をダース・ベイダーにする。ベイダーはオビ＝ワンを見つければ大審問官に昇格させるとリーヴァに語る。ケノービとレイアの乗る貨物船は、ハジャに与えられた惑星マプーゾの座標に着陸する。誰も来ないため、二人は最寄りの宇宙港までヒッチハイクで向かう。帝国軍に逮捕されそうになるも、レジスタンスを帝国から救うネットワーク"パス"のメンバーで帝国軍士官のターラに救われる。地下のトンネルを通って宇宙港に行こうとすると、ベイダーと審問官たちが到着して人々を苛む。オビ＝ワンはターラとレイアを先に行かせ、自分は残ってベイダーと戦うも、敗れてやけどを負う。ターラは戻ってオビ＝ワンを救う。レイアはリーヴァに捕まる。 |           |                |                                      |               |
| 4 | "パート4" | デボラ・チョウ | Joby Harold                          | 2022年6月8日  |
| ターラは惑星ジャビームにオビ＝ワンを連れて来てやけどを治療する。リーヴァはレイアを水の惑星ナーにある要塞に連れて来て"パス"ネットワークのことを尋問する。オビ＝ワンとターラはローケンの助けでナーの審問官の要塞に侵入する。オビ＝ワンはジェダイの死体が陳列されているのを目にする。ターラの正体はばれるも二人はレイアを救出し、ローケン率いるグループの助けでナーを脱出する。激怒したベイダーはリーヴァを殺そうとするが、レイアのドロイドに発信器を付けたと聞いて思いとどまる。 |           |                |                                      |               |
| 5 | "パート5" | デボラ・チョウ | Joby Harold,アンドリュー・スタントン | 2022年6月15日 |
| リーヴァは発信器でジャビームに"パス"の施設があることを知る。ベイダーはリーヴァを大審問官に昇進させる。オビ＝ワンはジャビームでハジャに会う。帝国軍は施設の天井を開かないようにした後で攻撃を仕掛ける。オビ＝ワンは時間を稼ぐためにリーヴァと話し、ベイダーがアナキンであることを知っていたことから、ジェダイ・イニシエイトの仲間をベイダーに殺されたことを探り出す。協力してベイダーを倒そうと呼びかけるも、リーヴァは拒否して帝国軍を施設内に侵入させる。ターラは死ぬ。"パス"の仲間たちは帝国軍に圧倒され、オビ＝ワンは降伏してリーヴァのもとに連れて行かれる。自分をベイダーに差し出すときにベイダーを殺すよう、リーヴァに提案する。レイアは自分のドローンの中の発信器を取り除き、施設の天井を開いて、オビ＝ワン、レイアと"パス"のメンバーは脱出する。ベイダーは施設に入るもオビ＝ワンを取り逃がし、リーヴァが隙を見てベイダーを襲い倒される。ベイダーはリーヴァがジェダイ・イニシエイトであったことに気が付いている。死んだはずの大審問官が姿を現して元の地位に復帰する。重傷を負ったリーヴァはケノービの通信器の中にベイル・オーガナのメッセージを見つけ、ルークがタトゥイーンにいることを知る。 |           |                |                                      |               |
| 6 | "パート6" | デボラ・チョウ | Joby Harold                          | 2022年6月22日 |
| ベイダーの乗る帝国軍艦は故障を抱える"パス"の船を追跡し、追いつきそうになる。ケノービは脱出艇で近辺の惑星に降り、ベイダーはオビ＝ワンの誘いに乗り単身で向かう。当初はベイダーが圧倒するも、オビ＝ワンがフォースを次第に取り戻してベイダーを破る。だが止めは刺さずに立ち去る。リーヴァはタトゥイーンでルークを探し、義父母と戦う。ルークを殺して再びベイダーの信頼を得ようとするが、かつてアナキンに殺されそうになった自分とルーク、さらにはかつてのアナキンと自分を重ね合わせ、思いとどまる。ルークを抱えて義父母に返す。オビ＝ワンはリーヴァが暗黒面から解放されたことを喜ぶ。レイアはオルデランに戻り、オビ＝ワン訪問する。ベイダーは皇帝に報告するも、自分がオビ＝ワンに感情を抱いているのではないかと疑われる。オビ＝ワンはオーウェンに、今後はルークから離れて成長を待つと約束する。フォースを回復したオビ＝ワンは、クワイ＝ガン・ジンの霊を見る。 |           |                |                                      |               |

すべてのエピソードは、ジョビー・ハロルドが脚本を担当し、デボラ・チョウが監督している。

## 製作

### 企画背景
ディズニーCEOのボブ・アイガーは、2013年2月に複数の『スター・ウォーズ』に関する単体のスピンオフ映画の開発を発表した。2016年8月にハリウッド・リポーター誌が行った「スピンオフ映画にふさわしいスター・ウォーズのキャラクターは誰か」という投票では、オビ＝ワン・ケノービが圧倒的な1位を獲得している。スティーブン・ダルドリーは、2017年8月にオビ＝ワンを主人公とする映画の監督として契約交渉に入ったことが報じられた。スティーブンは、ルーカスフィルムとともに、映画の企画開発と脚本の執筆を管理監督することになっていた。当時、新三部作でオビ＝ワンを演じたユアン・マクレガーは、まだこのプロジェクトに参加していなかったが、かつてインタビューでオビ＝ワン役を再び演じることに前向きであると語っていた。その後、スティーブン・ダルドリー監督は本作の脚本執筆についてホセイン・アミニに連絡し、その結果、ホセインが2017年末頃に本プロジェクトに参加した。
2018年5月、本作のタイトルが『Obi-Wan: A Star Wars Story』になると報じられた。地元の農民とタスケン・レイダーとの間で緊張状態が続く中、オビ＝ワンが惑星タトゥイーンで幼いルーク・スカイウォーカーを守るという筋書きであった。この映画の製作は、ベルファストのペイント・ホール・スタジオで撮影されていた『ゲーム・オブ・スローンズ』の最終シーズンの制作が2018年後半に終了した後に、同スタジオで2019年から『Joshua Tree』というワーキングタイトルで北アイルランドで行われる予定だった。しかし、ディズニーは『ハン・ソロ/スター・ウォーズ・ストーリー』（2018年）の興行的失敗を受けて、オビ＝ワン映画を含む『スター・ウォーズ』のスピンオフ映画の計画をキャンセルした。その後、ルーカスフィルムの焦点は、『マンダロリアン』などストリーミングサービス「Disney+」向けのシリーズ製作に移っていった。2018年8月、ユアンはオビ＝ワンのスピンオフについて「何年も何年も」訊かれ、喜んで参加すると語ったが、その時点ではそのような作品の計画はなかったと述べた。彼は、新三部作での彼自身によるオビ＝ワンの描写と、旧三部作でのアレック・ギネスによる描写の間の時間経過におけるキャラクターの変化を探求することに興味を持っていた。

### 企画開発
ユアンは、2019年8月中旬までにオビ＝ワン・ケノービを中心としたDisney+のテレビシリーズに出演するための交渉に入った。同月後半、ディズニーのイベント「D23」で、ルーカスフィルムのキャスリーン・ケネディ社長とユアンは、『スター・ウォーズ エピソード3/シスの復讐』（2005年）の8年後を舞台にしたDisney+の新シリーズでユアンがオビ＝ワン・ケノービ役を再び演じることを正式に発表した。撮影は2020年7月に開始される予定で、全6話のリミテッドシリーズの脚本は、発表の時点ですでにアミニによって書かれていた。ユアンはこの発表について安堵したと述べ、オビ＝ワンのスピンオフ作品への関与について4年間も嘘をついていたと明かした。その1か月後、ケネディは、デボラ・チョウが監督した『マンダロリアン』のエピソードに感銘を受けたことから起用が決まったデボラが、『オビ＝ワン』シリーズの監督を務めると発表した。 
2019年11月、アミニは、オビ＝ワンが友人たちやジェダイ騎士団の喪失に向き合っていることから、このシリーズの時代が魅力的であり、これにより、スター・ウォーズのフランチャイズの精神面など、アクション以外の側面を探求することができたと述べている。脚本執筆にあたり、彼は、ジョーゼフ・キャンベルの『千の顔を持つ英雄』、侍の歴史や文化、仏教など、スター・ウォーズの生みの親であるジョージ・ルーカスがもともと影響を受けていたものからインスピレーションを得た。アミニは、シリーズの脚本を当初の映画企画と比較し、「アクションとプロットが特に速く進むことが常に要求される」2時間映画よりも、シリーズの方がキャラクター、政治、歴史を探求することができたと述べている。一方、チョウは、『マンダロリアン』での仕事が、同シリーズのエグゼクティブ・プロデューサーのジョン・ファヴローとデイブ・フィローニから学ぶことができ、『オビ＝ワン』シリーズのための最高のトレーニングになったと感じているとのことだった。 
2020年1月までロンドンのパインウッド・スタジオでシリーズのプリプロダクションが進行し、ユアンの相手候補の俳優によるスクリーンテストが行われていた。同月末になると、制作上の問題からシリーズがキャンセルされたとの噂が流れ始めた。実際にはそうではなかったものの、シリーズは無期限で保留となり、集まったスタッフは帰国させられた。当初のオビ＝ワンとルークとの物語では、タイトルキャラクターが「ザ・チャイルド」を守る『マンダロリアン』のストーリーに似ていると伝えられ、ケネディはその脚本に不満だったと言われていた。ルーカスフィルムは、脚本を練り直すためにシリーズの新しい脚本家を探し始めたが、チョウについては引き続き監督する見込みであった。脚本が書き直された後、2020年半ばに再びプリプロダクションを開始することが目標であった。また、シリーズは6エピソードから4エピソードに作り替えられると報じられていたが、ユアンはそのようなことはないと考えていると述べた。また、彼は、ルーカスフィルムが『スター・ウォーズ/スカイウォーカーの夜明け』（2019年）の公開後、脚本に時間をかけることを決めたので、撮影は2021年1月まで延期されたが、これがシリーズの公開予定に影響を与えるとは考えていないと付け加えた。 
2020年4月、アミニの後任としてジョビー・ハロルドが脚本家として起用された。同年10月、COVID-19のパンデミックのため、撮影は2021年3月まで延期された。12月10日に開催されたディズニーの投資家向けイベントで、ケネディはシリーズの正式タイトルが『Obi-Wan Kenobi』であることを発表し、デボラ・チョウが監督を務めることを認めた。2021年2月、ユアンは、同シリーズの撮影が、これまで報じられていたロンドンや英国リンカーンシャー州ボストンではなく、ロサンゼルスで行われることを明らかにした。同シリーズは、全6エピソードから構成され、ケネディ、ミシェル・レジャン、デボラ、ユアン、ジョビー、そして、ハロルドが製作総指揮を務め、加えて全てのエピソードの脚本をハロルドが担当する。

### キャスティング
2019年8月のD23でのシリーズ製作発表とともに、ユアンが新三部作のオビ＝ワン役を再び演じ、さらに主演することが明らかにされた。ケネディは2020年12月に、ヘイデン・クリステンセンが同シリーズでアナキン・スカイウォーカー／ダース・ベイダー役として新三部作から再登場すると発表した。ユアンは、同シリーズでヘイデンと再会することは「この上なく美しいこと」だと語り、ケネディは二人の再会を「世紀の再戦」と表現している。 
2021年3月、モーゼス・イングラム、クメイル・ナンジアニ、インディラ・ヴァルマ、ルパート・フレンド、オシェア・ジャクソン・Jr、サン・カン、シモーヌ・ケッセル、ベニー・サフディがキャストに加わり、ジョエル・エドガートンとボニー・ピエスがそれぞれ新三部作からオーウェン・ラーズとベル・ホワイトサン・ラーズ役を再演している。イングラムは、このシリーズにとって「非常に重要な役」を演じると伝えられた。その1か月後にはマヤ・アースキンが脇役に起用され、少なくとも3つのエピソードに出演すると報じられ、2022年1月にはローリー・ロスが本シリーズに役名は明かさなかったが関与していることを明らかにした。

### デザイン
Todd Cherniawskyがシリーズのプロダクションデザイナーを務め、スッティラット・アン・ラーラブが衣装デザインを担当している。

### 撮影
撮影は2021年4月にデボラ・チョウ監督のもとでロサンゼルスにて開始される予定であった。ユアンは「スター・ウォーズの日」である5月4日には撮影が始まったことを認めた。撮影監督はチョン・ジョンフンが務め、『マンダロリアン』や『ボバ・フェット/The Book of Boba Fett』でも使用されたステージクラフト・ビデオウォール技術を使うシリーズとなる。ユアンは、『マンダロリアン』のセットでオビ＝ワン・ケノービの衣装テストを行った。ユアンは前日譚となる新三部作ではブルースクリーンやグリーンスクリーンが使われていたため、StageCraft技術のおかげで、新三部作よりもシリーズでの仕事をより楽しむことができたと語っている。ユアンは、9月19日までに撮影が完了したことを認めた。

## マーケティング
2021年11月12日には、「Disney+ Day」記念として、コンセプトアートや、ユアンとデボラがシリーズについて語る短いプロモーション動画が公開された。

## 配信
『オビ＝ワン・ケノービ』は、『スター・ウォーズ』公開から45周年にあたる2022年5月27日にDisney+で配信され、全6話で構成されることが決まっている。当初は2022年5月25日に配信する予定だったが、同年5月26日にアメリカ合衆国カリフォルニア州アナハイムにて、ファンイベント「スター・ウォーズ・セレブレーション2022」が行われ、本シリーズの先行上映が開催されるのに伴い、同年4月1日に配信開始日を同年5月27日16時に変更すると同時に初回配信分は2話同時配信になることが発表された。その後、配信開始当日の同年5月27日に前述のファンイベントとのタイムラグを最小限に抑えたいとのウォルト・ディズニー・カンパニー側の意向により、急遽3時間前倒し、13時から本シリーズの配信を開始した。

## 受賞
サターン賞
最優秀TV作品賞（2022）
助演女優賞（ドラマ部門）- モーゼス・イングラム（2022）
最優秀ゲスト賞（ドラマ部門）- ヘイデン・クリステンセン（2022）

## 備考

### 注意喚起
第1話の中において、コルサントのジェダイ聖堂内でオーダー66の命令に従ったクローン・トルーパーが発砲するシーンがあるが、同話の配信直前にアメリカ・テキサス州の小学校において、銃犯罪（ロブ小学校銃乱射事件）が発生したことを受けて、本シリーズを配信しているDisney+は作品詳細に注意喚起のお断りを挿入した。しかし、日本で本シリーズを配信しているDisney+は作品詳細に注意喚起のお断りを挿入していない。

### 誹謗中傷
本シリーズの一部出演者のSNSに対して、人種差別を含む誹謗中傷を受けていることが報じられた。こうした人種差別による誹謗中傷は「スター・ウォーズ」の過去作品公開時にも発生している。これを受け、シリーズを制作しているルーカスフィルムは公式のTwitterにおいて、誹謗中傷コメントの投稿者を批判すると同時に「スター・ウォーズの銀河には2000万種以上の知覚種族がいます。レイシスト（人種差別主義者）になることを選択しないでください」との声明を出した。主演のユアン・マクレガーは「もし君が彼女に誹謗中傷のメッセージを送っているのなら、私のなかで君は『スター・ウォーズ』のファンではない。この世界に人種差別のための居場所はない」と差別的な誹謗中傷をした人物を非難した。このユアン・マクレガーのコメントに対して、一部の差別的な人たちが本作のレビューサイトのスコアを不当に下げるためにレビュー爆撃を行った。